# Lansing
Lansing – miasto w Stanach Zjednoczonych, stolica stanu Michigan, nad rzeką Grand (uchodzącą do jeziora Michigan). Razem z East Lansing tworzy obszar metropolitalny, który obejmuje 540,3 tys. mieszkańców (trzecia co do wielkości metropolia stanu Michigan).
Jest to duży ośrodek przemysłowy (przemysł samochodowy – General Motors), handlowy i naukowy (Michigan State University jest ulokowany w East Lansing). Najbardziej znanym zabytkiem miasta jest kapitol z 2 połowy XIX wieku. W Lansing urodzili się m.in.  gubernator stanu Michigan Gretchen Whitmer, znani aktorzy Steven Seagal oraz Burt Reynolds, a także koszykarz Magic Johnson.

## Dzielnice
| - Allen Street - Cherry Hill - Churchill Downs - Colonial Village - Eastside - Edgewood - Genesee - Gier Park | - Hosmer - Museum District - Old Town - REO Town - Stadium District - Washington Square - Westside |

## Historia
Okolice Michigan pomiędzy jeziorami Huron i Michigan przed przybyciem Europejczyków należały do Cheppawa – plemienia Indian Odżibwejów.
Jednak teren, na którym leży obecnie miasto, był niezamieszkały, pokryty gęstymi lasami, a nieliczni okoliczni mieszkańcy żyli wyłącznie wzdłuż rzek. Pierwszym Europejczykiem, który zawitał w okolice miasta, był prawdopodobnie w 1790 roku Hugh Heward – odkrywca i pracownik firmy futrzarskiej z siedzibą w Detroit, które wówczas było najbliższym fortem. W roku 1835 na teren miasta przybyło dwóch braci z miejscowości Lansing, leżącej w zamieszkałym już wówczas stanie Nowy Jork. Przebywając tam całą zimę, podzielili teren leżący na południe od rzeki Grand River na działki i nazwali go 'Biddle City'. Teren wcześniej kupili od rządu federalnego z zamiarem spekulacji. Po powrocie do Nowego Jorku działki sprzedali, opowiadając nieprawdę o wielkości i organizacji nieistniejącego wówczas miasta. Działki kupiło co najmniej 16 osób, którzy gdy dotarli na miejsce, stwierdzili, że kupione grunty przez większą część roku leżą na terenie zalewowym. Tym niemiej część ludzi postanowiła pozostać, a pierwszym mieszkańcem był prawdopodobnie John Burchard.

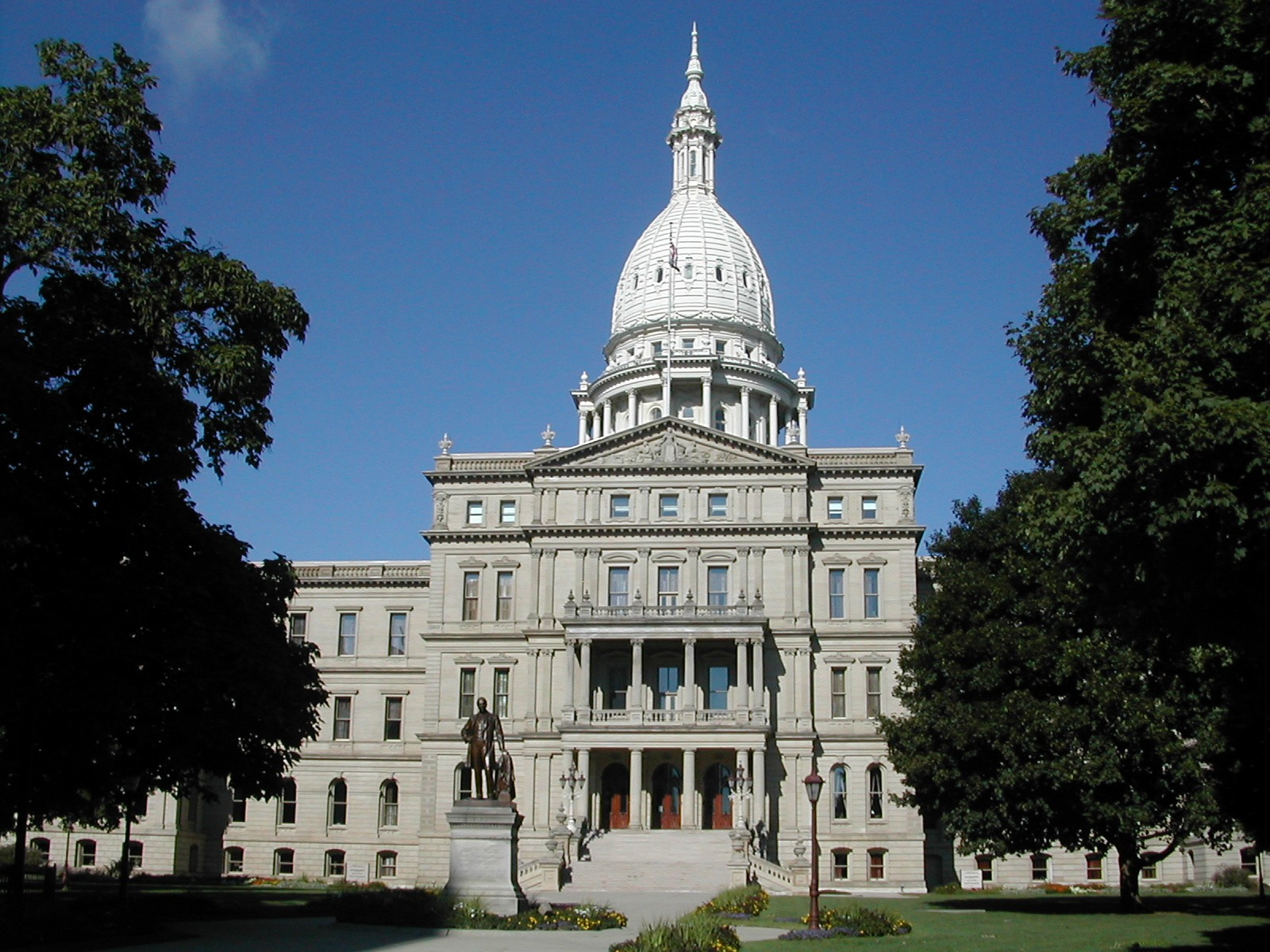
Kapitol stanu Michigan w Lansing

Osiedle ludzkie, w którym mieszkało mniej niż 20 osób, prawdopodobnie rozwijałoby się bardzo wolno, gdyby nie decyzja podjęta w 1847 roku o przeniesieniu stolicy stanu z Detroit do miejsca bardziej centralnie położonego na terenie stanu (na Dolnym Półwyspie). Dodatkowym argumentem za przeniesieniem stolicy było niestrategiczne położenie Detroit na brzegu jeziora Huron, co narażało je na potencjalną inwazję wojsk brytyjskich przypływających z terytorium Kanady, co już raz w 1812 roku miało miejsce. Nazwę Lansing Township nadała miejscowości Izba Reprezentantów stanu Michigan na cześć Johna Lansinga członka Konwencji Konstytucyjnej Stanów Zjednoczonych w momencie podjęcia decyzji o przeniesieniu stanu. Miasto od tego momentu zaczęło się gwałtownie rozrastać. W 1955 roku powstał College Rolniczy ('Agricultural College of the State of Michigan'), z którego później powstał Michigan State University. W 1859 roku miasto liczyło już ponad 3000 mieszkańców i zajmowało powierzchnię 18 km². W 1873 wybudowano okazały budynek Kapitolu Stanu Michigan.
Od końca XIX w. miasto stało się także jednym z centrów motoryzacyjnych. W 1897 powstała firma 'Olds Motor Vehicle Company', która w 1908 staje się częścią General Motors. Firma do 2004 roku produkowała Oldsmobile. W roku 1905 powstaje fabryka ciężarówek REO Motor Car Company.

## Klimat
Lansing jako należące do Środkowo-Zachodniego regionu USA ma wilgotny klimat kontynentalny, należący do strefy 'Dfb' według klasyfikacji klimatów Köppena, o dużym wpływie mikroklimatu Wielkich Jezior. Strefa mrozoodporności według skali stosowanej przez USADA jest na poziomie 5b. Zimy są zimne z umiarkowanymi do wysokich opadami śniegu, a lata są bardzo ciepłe i wilgotne.
| Miesiąc                                                                  | Sty   | Lut   | Mar   | Kwi   | Maj   | Cze   | Lip   | Sie   | Wrz   | Paź   | Lis  | Gru   | Roczna |
| ------------------------------------------------------------------------ | ----- | ----- | ----- | ----- | ----- | ----- | ----- | ----- | ----- | ----- | ---- | ----- | ------ |
| Rekordy maksymalnej temperatury [°C]                                     | 19    | 21    | 30    | 31    | 36    | 37    | 39    | 39    | 37    | 32    | 26   | 21    | 39     |
| Średnie temperatury w dzień [°C]                                         | -1    | 1     | 7     | 14    | 20    | 26    | 28    | 27    | 23    | 16    | 8    | 1     | 14     |
| Średnie dobowe temperatury [°C]                                          | -5    | -3    | 2     | 9     | 14    | 20    | 22    | 21    | 17    | 10    | 4    | -2    | 9,0    |
| Średnie temperatury w nocy [°C]                                          | -8    | -8    | -3    | 3     | 8     | 14    | 16    | 15    | 11    | 5     | 0    | -5    | 4      |
| Rekordy minimalnej temperatury [°C]                                      | -34   | -38   | -32   | -21   | -7    | -3    | -1    | -3    | -7    | -12   | -21  | -32   | −38    |
| Opady [mm]                                                               | 41.9  | 37.3  | 52.3  | 77    | 85.3  | 87.6  | 72.1  | 82    | 88.9  | 64.3  | 70.6 | 47.5  | 807    |
| Opady śniegu [mm]                                                        | 350.5 | 294.6 | 177.8 | 48.3  | 2.5   | 0     | 0     | 0     | 0     | 10.2  | 86.4 | 330.2 | 1297,9 |
| Średnia liczba dni śnieżnych                                             | 12.5  | 9.8   | 5.8   | 1.8   | 0     | 0     | 0     | 0     | 0     | 0.3   | 3.7  | 10.8  | 44,7   |
| Średnia liczba dni z opadami                                             | 13.4  | 10.6  | 11.2  | 12.1  | 11.6  | 10.3  | 9.5   | 9.9   | 10.7  | 10.9  | 12.7 | 13.9  | 136,8  |
| Wilgotność [%]                                                           | 78.8  | 76.2  | 73.3  | 67.6  | 66.7  | 69.0  | 71.0  | 74.9  | 77.5  | 76.1  | 78.6 | 81.1  | 74,2   |
| Średnie usłonecznienie [h]                                               | 118.2 | 140.1 | 187.6 | 218.7 | 278.6 | 296.2 | 318.5 | 278.1 | 217.6 | 163.8 | 92.4 | 82.1  | 2391,9 |
| Źródło: NOAA (wilgotność względna i usłonecznienie 1961−1990) 2015-01-03 |       |       |       |       |       |       |       |       |       |       |      |       |        |
| Źródło #2: NOAA Online Weather Data(Temperatury i opady) 2015-01-03      |       |       |       |       |       |       |       |       |       |       |      |       |        |

## Demografia
Według danych pięcioletnich z 2020 roku, w obszarze metropolitalnym Lansing 81,6% mieszkańców stanowiła ludność biała (77,7% nie licząc Latynosów), 8% to ludność czarna lub Afroamerykanie, 4,6% było rasy mieszanej, 4,2% to Azjaci, 0,37% to rdzenna ludność Ameryki i 0,03% to Hawajczycy i mieszkańcy innych wysp Pacyfiku. Latynosi stanowią 6,4% ludności aglomeracji.
Największe grupy stanowią osoby pochodzenia niemieckiego (21,9%), angielskiego (14,2%) i irlandzkiego (11,6%). Obecne są także duże grupy osób pochodzenia meksykańskiego (25,6 tys.), polskiego (22,3 tys.), francuskiego lub francusko–kanadyjskiego (20,6 tys.), „amerykańskiego” (18,9 tys.), włoskiego (17,8 tys.), szkockiego lub szkocko–irlandzkiego (15,5 tys.) i holenderskiego (12,6 tys.).
Główne miasto posiada ponad dwukrotnie wyższy odsetek ludności czarnoskórej (23,4%) i Latynosów (13%).

## Religia

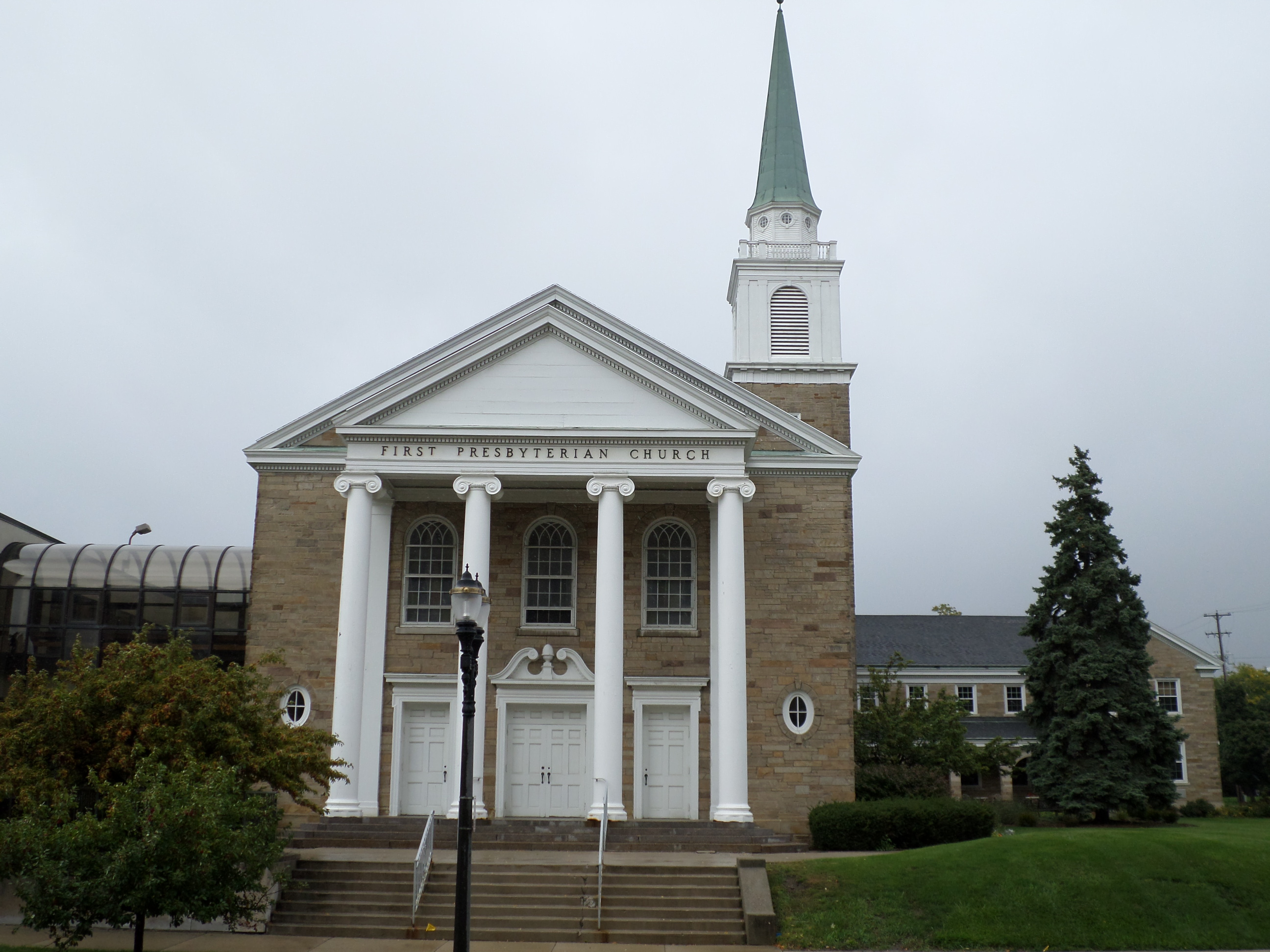
Pierwszy Kościół Prezbiteriański w Lansing

Według danych z 2010 roku do największych grup religijnych obszaru metropolitalnego Lansing należały:
- Kościół katolicki – 64,9 tys. członków w 24 kościołach,
- Kościoły zielonoświątkowe (w większości Zbory Boże) – ponad 20 tys. członków w 45 zborach,
- lokalne bezdenominacyjne zbory ewangelikalne – 18 tys. członków w 41 zborach,
- Zjednoczony Kościół Metodystyczny – 15 tys. członków w 54 kościołach,
- Kościoły kalwińskie (gł. kongregacjonaliści i prezbiterianie) – 10,5 tys. członków w 40 kościołach,
- Kościoły baptystyczne (gł. ABC) – ok. 8 tys. członków w 38 zborach,
- Kościół Luterański Synodu Missouri – 6 tys. członków w 16 zborach,
- Kościoły uświęceniowe (gł. Kościół Nazareński) – ok. 6 tys. członków w 39 zborach.

Znaczną cześć mieszkańców stanowią osoby bez przynależności religijnej, podczas gdy największą niechrześcijańską społeczność religijną tworzą muzułmanie (4,1 tys. wyznawców w 2 meczetach).

## Transport
- Port lotniczy Lansing
- Amtrak (lina kolejowa Blue Water) – Stacja East Lansing
- CATA (Capital Area Transportation Authority) – Linie autobusowe

## Miasta partnerskie
- Belize: Belmopan
- Rosja: Petersburg
- Japonia: Ōtsu
- Chińska Republika Ludowa: Sanming
- Meksyk: Guadalajara, Saltillo